# Jarosław Stanisław Michalak
Jarosław Stanisław Michalak – polski oficer morski, naukowiec.

## Życiorys
W 1992 ukończył studia w zakresie nawigacji morskiej w Akademii Marynarki Wojennej im. Bohaterów Westerplatte w Gdyni. Doktorat na Wydziale Dowodzenia i Operacji Morskich (dyscyplina:nauki wojskowe, specjalność:bezpieczeństwo morskie państwa) obronił 77 grudnia 2006. Stopień doktora habilitowanego w dziedzinie nauk społecznych (dyscyplina:nauki o bezpieczeństwie) uzyskał 23 maja 2019 również w tej uczelni. Tytuł pracy habilitacyjnej: "Bezpieczeństwo morskie państwa wobec zagrożeń generowanych przez zatopioną amunicję chemiczną".
Jest wykładowcą - profesorem uczelni Wydziału Dowodzenia i Operacji Morskich Akademii Marynarki Wojennej im. Bohaterów Westerplatte. 